# ذا هنتينغ بارتي
ذا هنتينغ بارتي (بالإنجليزية: The Hunting Party)‏ هو ألبوم الستوديو السادس من إنتاج فرقة الروك الأمريكية لينكين بارك. قام بإنتاج الألبوم عضوان من الفرق هما مايك شينودا وبراد ديلسون، وتم إصداره بواسطة تسجيلات وارنر برذرز وماشين شوب في الثالث عشر من يونيو 2014. وهو أول ألبوم منذ ميتيورا (2003) لم يتم إنتاجه من قبل ريك روبن، وذلك بعد أن قام بإنتاج ثلاثة ألبومات ستوديو سابقة للفرقة. عنوان الألبوم «ذا هنتينغ بارتي» هو استعارة من السياق: «لينكين بارك هي المجموعة التي تقاتل من أجل إعادة طاقة الروك وروحه».

## روابط خارجية
- ذا هنتينغ بارتي على موقع أول موفي (الإنجليزية)